# Sindrome di Filippi
Per  sindrome di Filippi  in campo medico si intende un rarissimo disordine genetico a trasmissione autosomica recessiva descritto per la prima volta da Giorgio Filippi nel 1985.
Al luglio del 2008 sono stati descritti circa 25 casi della malattia al mondo.

## Sintomatologia
Fra i sintomi e i segni clinici ritroviamo microcefalia, ritardo della crescita, dismorfismo facciale e sindattilia.